# 丁丁是個人才

「丁丁是個人才」原來是反諷他人腦殘的句子

丁丁是個人才是台灣網路用語，起源於一張使用了英國廣播公司兒童節目《天线宝宝》角色丁丁（Tinky Winky）照片及PlayStation 2遊戲軟體《真·三國無雙4》截圖的網路惡搞合成圖片。
圖中丁丁的實際評價是「腦殘」（「笨蛋」的流行代用語），水鏡先生卻說「丁丁是個人才」，強烈的反諷引人發噱。由於圖片「笑」果十足而廣為流傳，並且成為台灣青少年的流行語，例如模仿說「某某是個人才」以達嘲弄他人的目的。

## 來源
「丁丁是個人才」這句話出自2007年3月5日Xuite日誌用戶「焱」發表的一篇諷刺造假產品的文章〈炫耀文!!!PS3入手!!!〉。當時，報章說，有黑心商店把舊的任天堂紅白機改裝，並寫上「PS3」三字來冒充索尼電腦娛樂當時尚未推出的PlayStation 3。文章中借題發揮，首先貼上報上的假「PS3」圖片，然後再將《真·三國無雙4》畫面中的武將改成《天线宝宝》的人物，並命名為《天線無雙猛將傳》，而其中一張過關後玩家取得護衛兵的圖片被修改，將水鏡說的話改成「丁丁是個人才」，並將護衛兵評價改為「腦殘」。因此導致丁丁與「腦殘」之間的聯想。

## 延伸
- 「馬中赤吐，人中拉拉」是焱另外一篇文章〈天線燎原!!〉所提及的語句，被認為是「丁丁是個人才」的進化版。原文是「馬中赤兔，人中呂布」。拉拉（Laa-Laa）同樣是《天線寶寶》的人物，該作品是由漫畫《火鳳燎原》改編。[2]

- 在2009年4月19日起由台灣東森幼幼台開播的《Yes! 光之美少女5》系列中，其中一位主要角色「秋元小町（秋元こまち）」的名字於播出帶中譯作「秋元叮叮」，造成台灣觀眾對此類粗劣翻譯強烈不滿；正好因為「叮叮」與「丁丁」同音，台灣觀眾經常將秋元小町與「丁丁（叮叮）是個人才」聯想在一起，藉此反諷東森幼幼台版十分粗劣的翻譯品質。[3]

- 2018年1月17日，在《天線寶寶》扮演丁丁的西門·謝爾頓突然離世，台灣媒體報導他的死訊時順道介紹他的生平，提及「演員謝爾頓本人在舞蹈方面十分有才華」，並以「丁丁離世 班拿斯真的是人才」作為報導標題。[4][5]

- 2018年1月22日，網友時常以「丁丁是人才」來嘲諷丁守中。[6]

- 2020年11月13日，臺北市議會市政總質詢，針對牛肉麵之亂，臺北市議員王欣儀提問，臺北市市長柯文哲給行政院發言人丁怡銘打分數會打幾分；柯文哲答，「丁丁是個人才」，滿分100分，他會給丁怡銘打120分，因為丁怡銘自爆了[7]。2021年8月13日，丁怡銘獲臺灣臺北地方檢察署不起訴處分；柯文哲表示，丁怡銘對店家沒惡意，有惡意是對付柯文哲而已，「所以丁丁是個人才」[8]。

## 外部連結
- 名詞解釋：「丁丁是個人才！」（页面存档备份，存于）